# Monster - Esseri ignoti dai profondi abissi
Monster - Esseri ignoti dai profondi abissi (Humanoids from the Deep) è un film horror fantascientifico del 1980 diretto da Barbara Peeters e non accreditati Jimmy T. Murakami e James Sbardellati.

## Trama
Alcuni pescatori del villaggio di Noyo, California, catturano quello che sembra essere una sorta di mostro nella rete della loro barca. Il giovane figlio di uno dei pescatori cade in acqua e viene trascinato sotto la superficie da qualcosa di invisibile. Un altro pescatore prepara una pistola lanciarazzi, ma scivola e spara accidentalmente causando lo scoppio della barca e la morte di tutto l'equipaggio. Jim Hill e sua moglie Carol notano lo scoppio e cominciano a chiedersi cosa stia succedendo, soprattutto quando il cane di Carol scompare durante la notte seguente e i due trovano il suo cadavere smembrato sulla vicina spiaggia.
La notte seguente, gli adolescenti Jerry Potter e Peggy Larson fanno una nuotata in spiaggia. Jerry viene improvvisamente tirato sotto. Peggy crede che sia semplicemente uno scherzo fino a quando scopre il suo cadavere orrendamente mutilato. La ragazza urla e cerca di riparare in spiaggia ma viene attaccata e trascinata sulla sabbia da una figura mostruosa. La cosa umanoide le strappa il costume da bagno e la stupra.
Di notte, due ragazzi (di cui uno, Billy, è interpretato da David Strassman) si trovano sulla stessa spiaggia in una piccola tenda. Billy si trova nella tenda con la creazione in legno, da lui chiamata Chuck. All'improvviso un altro mostro umanoide lo uccide brutalmente. Mentre Billy viene ucciso Chuck muove gli occhi, osservando ciò che accade. L'umanoide insegue poi la ragazza sulla spiaggia. Lei riesce a correre più veloce del suo assalitore, ma poi si infila tra le grinfie di un altro umanoide. Il mostro la getta sulla sabbia e la stupra. Altri attacchi seguono ma vi sono pochi testimoni che possano raccontare ciò che sta esattamente accadendo. Anche il fratello di Jim viene gravemente ferito, e ciò induce Jim a pensare che ci sia un interesse personale nella questione. Una società chiamata Canco aveva annunciato piani per costruire un'enorme fabbrica di conserve vicino Noyo. Si scopre che i mostri, mutanti omicidi affamati di sesso, sono apparentemente il risultato di una sperimentazione della Canco con un ormone della crescita che in precedenza aveva somministrato ai salmoni. Uno dei salmoni era fuggito dalle strutture del laboratorio in mare durante una tempesta, ed era stato mangiato da altri pesci più grandi che sono poi mutati negli umanoidi.
Nel momento in cui Jim e la dottoressa Susan Drake, una scienziata della Canco, capiscono cosa sta succedendo, è troppo tardi per fermare il Festival del Salmone annuale che i membri del villaggio stanno per far partire. Nel corso della manifestazione, gli umanoidi appaiono in massa, uccidono gli uomini e violentano ogni donna tra cui la reginetta della festa, che era in diretta in TV con il presentatore Mike Michaels. Per fortuna, Jim escogita un piano per fermare i mostri spargendo gasolio nella baia dove si sta svolgendo il festival e gli dà fuoco, facendo sì che le bestie prendano la via della ritirata. Carol viene assalita da due delle creature in casa, ma riesce a ucciderle prima che Jim arrivi.
La mattina dopo, tutto sembra sul punto di tornare alla normalità. Tuttavia, Peggy è sopravvissuta alla violenza sessuale e tempo dopo sta per partorire, quando la sua prole mostruosa schizza improvvisamente fuori dal suo stomaco in una fontana di sangue.

## Produzione
Alcune scene di raccordo vennero dirette Jimmy T. Murakami, mentre tutte quelle degli stupri, inizialmente non previste, da James Sbardellati. 
Le scene degli stupri furono imposte da Roger Corman contro il parere della regista che, insieme alla protagonista Ann Turkel, chiese invano di togliere il suo nome dai crediti. 
Fu l'ultimo film per il cinema diretto dalla regista che da allora, si dedicò solo alla televisione.

## Distribuzione italiana
Il film fu distribuito in Italia dalla United Artists Europa in pieno agosto 1980, stranamente, per l'epoca, soltanto due mesi dopo l'uscita statunitense, con doppiaggio affidato alla Cine Video Doppiatori e il divieto ai minori di 18 anni (v.c. n°75452 del 16/07/80).

## Critica
Rappresenta una sorta di versione "aggiornata e corretta", con generose dosi di violenza e scene di nudo femminile, delle trame caratteristiche di tanto cinema fantahorror degli anni cinquanta. Gaetano Mistretta notava che le fonti d'ispirazione sembrano spaziare, invero molto liberamente, dal «bellissimo racconto La maschera di Innsmouth di Howard Phillips Lovecraft al vecchio B-movie prodotto da Roger Corman Monster from the Ocean Floor (1954) di Wyott Ordung, [...] all'italiano L'isola degli uomini pesce» .
Secondo Rudy Salvagnini, il film è un "vivace monster movie" che "aggiorna la vecchia formula con una buona dose di sesso".

## Remake
Il film ha avuto un remake omonimo, Humanoids from the Deep, film per la televisione del 1996 diretto da Jeff Yonis di cui Corman è ancora produttore esecutivo.